# Neoperla obliqua
Neoperla obliqua är en bäcksländeart som beskrevs av Banks 1913. Neoperla obliqua ingår i släktet Neoperla och familjen jättebäcksländor. Inga underarter finns listade i Catalogue of Life.